# Alberto Naranjo
Jorge Alberto Naranjo (Caracas, Venezuela, 14 de septiembre de 1941-Ib., 27 de enero de 2020) fue un músico y compositor venezolano. Se le reconoce como un importante exponente de la música popular contemporánea de Venezuela.

## Familia
Su madre fue la cantante Graciela Naranjo, una pionera de la radio, el cine y la televisión del país, y su padre, Magín Pastor Suárez, fue la primera voz que identificó a la Televisora Nacional, se desempeñó como animador del programa A Gozar Muchachos, en el que participaba la orquesta “Billos Caracas Boys”. Un autodidacta, la carrera de Naranjo lo ha convertido, como a su madre, en un icono de la música popular venezolana.
Alberto Naranjo era el exmarido de Luisa Garrett, el padre de Jorge Alberto Naranjo, Luis Naranjo, y Grecia Garrett. Jorge Alberto Naranjo afirmaba que recuerda ser un niño y ver actuar a su padre en el escenario.

## Carrera
En sus primeros años, Naranjo fue influenciado por diversos géneros musicales como el jazz y música clásica, desde Louis Armstrong a Duke Ellington; de Bud Powell a Thad Jones y Mel Lewis; de Béla Bartók a Claude Debussy, y en especial, por la música creada por Tito Puente, uno de los más grandes líderes de jazz latino de todos los tiempos. Puente revolucionó el papel de los tambores en el funcionamiento de la etapa, cuando se trasladó a la batería y timbales de la parte trasera a la parte delantera del escenario, se destacó como un solista de instrumento, y demostró que el baterista también puede ser un talentoso compositor y arreglista.
Con Puente como su modelo, Naranjo inició profesionalmente como baterista en 1959, a los 18 años, tocando con varias bandas locales de baile, incluyendo Chucho Sanoja (1963-1964), Los Melódicos (1965-1966) y Porfi Jiménez (1966-1967). Siendo un músico acompañante valioso, él se adaptaba a muchos estilos diferentes géneros, incluyendo la bossa nova, jazz, música latina, pop y rock, siendo capaz de encajar sin problemas en el grupo en el que estaban participando. Más tarde, en la década de 1960, se centra exclusivamente en las sesiones de estudio convirtiéndose en uno de los codiciados músicos de su país, básicamente como un productor de discos y jingles creador.
Desde 1970, Naranjo se mantuvo ocupado y realizó en innumerables sesiones de grabación. Además de esto, él viajó extensivamente, se convirtió en un miembro de la orquesta de Radio Caracas Televisión, y respaldada artistas significativos de gira en Venezuela, entre ellos están Charles Aznavour, Vikki Carr, Eddie Fisher, Engelbert Humperdinck, Julio Iglesias, Tom Jones, Miriam Makeba, los Hermanos Nicolas, Eliana Pittman, The Platters, Tito Rodríguez, Ornella Vanoni y Pedro Vargas.
En 1977 Naranjo fundó El Trabuco Venezolano, una orquesta en la que alcanzó rápidamente el éxito notable como arreglista y líder. El término trabuco es un término beisbolístico venezolano que se usa para describir una selección de los mejores jugadores de diferentes equipos, que en el término musical serían personas procedentes de diferentes clubes o bandas. La orquesta fue creada por Naranjo en respuesta al nacimiento de una gran cantidad de bandas de salsa amateur, que usualmente palidecían frente a los grupos de procedencia extranjera. Naranjo quería comenzar un movimiento musical con los mejores músicos y cantantes de Venezuela. 
Su Trabuco no tenía ambiciones comerciales específicas, y se ideó para grabar y tocar en eventos culturales en teatros y universidades. Naranjo nunca tuvo la intención de ser un intérprete de salsa, pero la banda se superpone considerablemente en la salsa. Sus arreglos eran tendientes en mayoría al jazz, y Naranjo no utilizó la típica percusión menor de los instrumentos de salsa, como el güiro, maracas y claves, y trabajó con una batería de jazz clásico, congas, bongos, timbales, piano y bajo delante de las trompetas, trombones y saxofones, como en las antiguos ensambles de las big bands, no presente en todos los grupos de salsa en común. Con el tiempo, se agregaron la guitarra eléctrica o una sección de cuerda al formato. El Trabuco Venezolano hizo cinco grabaciones de estudio y grabó dos álbumes en vivo con el grupo cubano Irakere. Cabe destacar que ambos grupos participaron juntos en los escenarios varias veces.
A finales de 1970, Naranjo fue el baterista de la orquesta de Tito Puente durante una gira de conciertos de salsa con estrellas que incluye a Celia Cruz, Héctor Lavoe y Ray Barretto. Junto a esto, se convirtió en un participante activo y colaborador en varios movimientos locales como el jazz, la bossa nova, rock y géneros venezolanos, y surgió como un arreglista muy respetado
Naranjo hizo arreglos para los grupos Conexión Latina, Guaco y Mango; artistas emergentes como Ilan Chester, Simón Díaz, Oscar D'León, Ricardo Montaner, María Rivas, Aldemaro Romero y Adalberto Santiago, entre otros, y también ha actuado con la personalidades del jazz como Jeff Berlín, Dusko Goykovich, Danilo Pérez, Arturo Sandoval , Bobby Shew y Dave Valentin.
Además, el Trabuco y otras bandas que Naranjo dirigió, alternó con músicos como Barbarito Diez, Estrellas de Areito, Larry Harlow, Eddie Palmieri, Son 14 y Chucho Valdés. En este periodo él también ha visitado lugares de Europa, Latinoamérica y Estados Unidos.
Desde la década de 1990, Naranjo fue un activo participante en diversos esfuerzos de difusión artísticas y musicales de Venezuela, no sólo como participante, sino también como historiador, educador, y cronista urbano de radio, libros y periódicos.
En 2017, Alberto Naranjo y El Trabuco Venezolano fueron reconocidos con el título de Patrimonio Cultural, una distinción que confiere el Gobierno nacional a creadores que con su trabajo hayan contribuido a la proyección del acervo cultural de Venezuela.

## Discografía
- Dulce y Picante (1998)
- Swing con Son (1996)
- Oblación (1994)
- Imagen Latina (1989)
- El Trabuco Venezolano Vol. V
- La Flor y Nata (1984)
- El Trabuco Venezolano Vol. IV
- Irakere & Trabuco, Vol. 1 (1981)
- El Trabuco Venezolano Vol. III (1981)
- El Trabuco Venezolano Vol. II (1979)
- El Trabuco Venezolano Vol. I (1977)
- Irakere & Trabuco, Vol. 2 (1964)

## Contribuciones
- Arturo Sandoval & la Orquesta de Jazz latina
- Los Cantos Del Corazón
- Cosas del Alma
- I Remember Clifford
- The Mambo Kings
- Mambo Nights
- Muare